# Niklaus Wirth

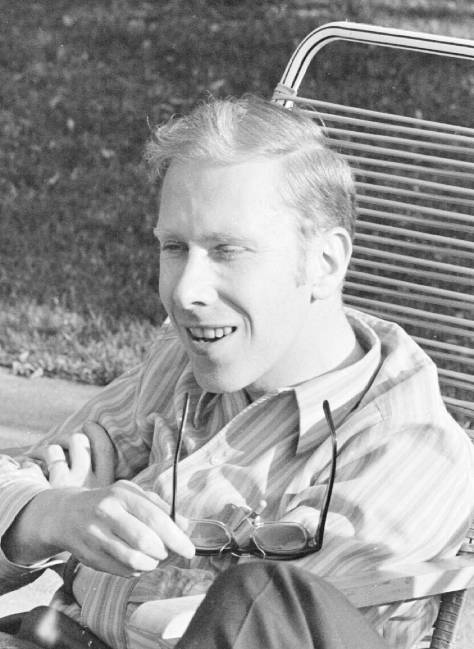
Niklaus Wirth v roce 1969

Niklaus E. Wirth (15. února 1934 Winterthur, Švýcarsko – 1. ledna 2024) byl švýcarský informatik, oceněný Turingovou cenou.
V roce 1959 vystudoval elektrotechniku na Eidgenössische Technische Hochschule (ETH) v Curychu, v roce 1960 obdržel magisterský titul na Lavalské univerzitě v Kanadě, v roce 1963 pak získal titul Ph.D. na Kalifornské univerzitě v Berkeley.
V letech 1963 až 1967 působil jako asistent informatiky na Stanfordově univerzitě a také na univerzitě v Curychu. V roce 1968 se stal profesorem informatiky na curyšském ETH, s dvouletou přestávkou u Xerox PARC (Xerox Palo Alto Research Center) v Kalifornii.
Byl vedoucím návrhářem programovacích jazyků ALGOL W, Pascal, Modula, Modula-2 a Oberon. Byl také významným členem vývojového týmu pracujícího na návrhu a implementaci operačních systémů Medos-2 (pro pracovní stanici Lilith) a Oberon a designu digitálního hardware a simulačního systému Lola. Za vývoj těchto jazyků obdržel Turingovu cenu.
Jeho článek Program Development by Stepwise Refinement (Vývoj programů postupným zjemňováním) je považován za klasický text softwarového inženýrství. Jeho kniha Algorithms + Data Structures = Programs (Algoritmy + datové struktury = programy) si získala všeobecné uznání a dodnes se používá jako referenční příručka k základním algoritmům. Niklaus Wirth odešel do důchodu v roce 1999.

## Knihy
- Algorithms + Data Structures = Programs, Prentice-Hall, New Jersey, 1975, ISBN 0-13-022418-9
  - slovensky Algoritmy a štruktúry údajov, Alfa, Bratislava, 1989, ISBN 80-05-00153-3
- Compilerbau, B. G. Teubner, Stuttgart, 1986, ISBN 3-519-32338-9